# Eric Moormann
Eric Maria (Eric) Moormann (Boxmeer, 9 januari 1955) is een Nederlands archeoloog.

## Biografie
Moormann behaalde in 1980 zijn doctoraal in de klassieke talen en archeologie aan de Katholieke Universiteit Nijmegen. In 1986 promoveerde hij aan dezelfde universiteit op een proefschrift over de relatie tussen antieke beeldhouwkunst en Romeinse schilderkunst. Vanaf 1987 was Moormann werkzaam als docent klassieke archeologie aan de UvA. Daarnaast bekleedde hij diverse functies in het buitenland: van 1992 tot 1997 was hij als archeoloog en interim-directeur verbonden aan het KNIR, in 1997 verbleef hij aan de universiteit van Bologna en in de periode 2000-2001 was hij interim-directeur van het Nederlands Instituut in Athene. Moormann was actief betrokken bij opgravingen aan de Via Appia en geldt als specialist op het gebied van de archeologie in Rome, Pompeï en Herculaneum.
Sinds 2002 was Moormann hoogleraar klassieke archeologie aan de Radboud Universiteit. In 2021 ging hij met emeritaat.

## Publicaties (selectie)
(voor een complete lijst van publicaties vanaf 1995, zie: List of publications)
- La pittura parietale romana come fonte di conoscenza per la scultura antica (proefschrift, Nijmegen 1986).
- Van Achilleus tot Zeus. Thema's uit de klassieke mythologie in literatuur, muziek, beeldende kunst en theater (samen met Wilfried Uitterhoeve, Nijmegen 1987).
- Van Alexandros tot Zenobia. Thema's uit de klassieke geschiedenis in literatuur, muziek, beeldende kunst en theater (samen met Wilfried Uitterhoeve, Nijmegen 1989).
- 'Statues on the wall: The representation of statuary in Roman wall painting', in: Yaron.Z. Eliav, Elise.A. Friedland & Sharon Herbert (Eds.), The Sculptural Environment of the Roman Near East. Reflections on Culture, Ideology, and Power (Leuven/Dudley 2008) 197-224.
- 'L'edificio romano sotto S. Maria Maggiore a Roma e le sue pitture: proposta per una nuova lettura,' Römische Mitteilungen 116 (2010) 469-506 (samen met S.T.A.M. Mols).
- 'Fictitious Manuscripts from Herculaneum, Pompeii and Antiquity,' Cronache Ercolanesi 40 (2010) 239-250.
- Divine Interiors. Mural Paintings in Greek and Roman Sanctuaries (Amsterdam 2011).[2][4][5]

- Bibsys: 90082103
- Biblioteca Nacional de España: XX1266548
- Bibliothèque nationale de France: cb12706096z (data)
- Catàleg d'autoritats de noms i títols de Catalunya: 981058517291506706
- CiNii: DA04851622
- Digitale Bibliotheek voor de Nederlandse Letteren: moor028
- Gemeinsame Normdatei: 114069255
- International Standard Name Identifier: 0000 0001 0997 8038
- Library of Congress Control Number: n87908718
- NARCIS: PRS1245277
- Nationale bibliotheek van Australië: 35186991
- Nationale Bibliotheek van Israël: 987007449473405171
- Nederlandse Thesaurus van Auteursnamen: 072071516
- Réseau des bibliothèques de Suisse occidentale: 02-A003607182
- Istituto Centrale per il Catalogo Unico: MILV044575
- Système universitaire de documentation: 060330554
- Trove: 856916
- Virtual International Authority File: 91713959
- WorldCat: E39PBJfrHK9ycXqQd8hGPqKrv3